# David Matheson (polític)
David Matheson   (Minalossa Valley, 5 de novembre de 1951 - Iowa, 10 de gener de 2023) va ser un polític i escriptor amerindi, destacat com a cap del Consell Tribal dels Snchitsu'umshtsn. De fet, va ser el més jove a ocupar aquest càrrec en la història de la tribu.
Gestionava els hotels, els ressorts i els casinos de diverses tribus ameríndies, incloent-hi el Coeur d’Alene Casino Resort i el Circling Raven Golf Club. També va encapçalar el Bureau of Indian Affairs durant la presidència de George H. W. Bush. Era membre de la Native American Church.
Va néixer a Minalossa Valey, prop de Plummer, a l'estat d'Idaho. Era el tercer de set fills de Donald i Pauline Matheson. Primer va estudiar a centres del districte Fife Public Schools. Després, el Bureau of Indian Affairs va becar-li l'educació superior per tenir un rendiment acadèmic honorable i el 1974 es va graduar en Administració d'Empreses o Ciències Polítiques a la Universitat de Washington.
El 1980, va ser nomenat director de planificació i recursos materials de la tribu. El 1982, com que va escriure una carta a Ronald Reagan en protesta per les retallades de pressupost per al servei de salut adreçat a indígenes, va incorporar-se a la comissió d'economia de les reserves índies.
El 10 de novembre del 1988, es va casar a Tacoma amb Jenny Williams, amb qui va viure a la part septentrional de Worley durant 30 anys. Van tenir junts cinc fills, que els van donar vint-i-sis nets i sis besnets mentre ell va viure.
El 1990, es va mudar amb la família a Falls Church (Virgínia) en ser designat assistent especial del Departament d'Interior dels Estats Units. Aviat va ser ascendit a director de l'oficina de gestió de construcció. L'any següent, el secretari d'interior Manuel Lujan el va fer comissari substitut del Bureau of Indian Affairs. El 1993, va tornar a la tribu i es va tornar el primer director general del nou casino de Worley, aleshores conegut com a Coeur d'Alene Tribal Bingo Hall, que es va expandir com a ressort amb hotel i camp golf. El 2001, va escriure Red Thunder, una novel·la sobre una família Schi’tsu’umsh que viu a l'Inland Northwest del segle xviii, abans d'entrar en contacte amb els europeus. El 2006, van acomiadar-lo per una presumpta infracció dels seus deures fiduciaris, però la denúncia va ser retirada el 2007 per la tribu i va ser readmès com a director general del casino el 2011 i fins al 2016. Va ser substituït el 2020 per Laura Penney, a qui va fer de mentor. El 2018, a més, va ser reelegit al consell tribal.
El matí del 10 de gener del 2023, a 71 anys, va morir inesperadament.

## Publicacions
- Matheson, David. Red Thunder (en anglès).  Media Weavers, 2002. ISBN 9780964721258.